# 保罗·杰维尔
保羅·史提芬·祖維爾（英語：Paul Steven Jewell，1964年9月28日—）生卡英格蘭西北部默西賽德郡都市自治市利物浦，是一名前足球運動員，司職前鋒，退役後擔任領隊。
祖維爾在家鄉球隊利物浦作為學徒球員出身，其後轉投韋根，再加盟巴拉福特效力10年，其間曾短暫借用到甘士比。退役後他加入巴拉福特的教練團。他於1998年獲委任為領隊，並帶領球隊升班英超。其後辭職轉教錫周三，僅8個月後遭革職。2001年祖維爾重返舊東家韋根任教，再次成功帶隊升班英超，於首季成功保級後功成身退。2007年11月祖維爾加盟打比郡，但一年多後便因成績差劣而被撤職。2011年1月祖維爾出任葉士域治領隊。

## 榮譽

### 領隊
巴拉福特
- 英格蘭甲組足球聯賽亞軍：1998/99年（升班英超）；

韋根
- 英格蘭乙組足球聯賽冠軍：2002/03年（升班甲組）；
- 英格蘭足球冠軍聯賽亞軍：2004/05年（升班英超）；
- 英格蘭聯賽盃亞軍：2005/06年；

## 外部連結
- 足球数据库：保羅·祖維爾的球员统计数据
- 足球資料庫：保羅·祖維爾的領隊統計數據